# Mason (Nuevo Hampshire)
Mason es un pueblo ubicado en el condado de Hillsborough en el estado estadounidense de Nuevo Hampshire. En el Censo de 2010 tenía una población de 1.382 habitantes y una densidad poblacional de 22,27 personas por km².

## Geografía
Mason se encuentra ubicado en las coordenadas 42°44′32″N 71°45′3″O / 42.74222, -71.75083. Según la Oficina del Censo de los Estados Unidos, Mason tiene una superficie total de 62.07 km², de la cual 61.93 km² corresponden a tierra firme y (0.23%) 0.14 km² es agua.

## Demografía
Según el censo de 2010, había 1.382 personas residiendo en Mason. La densidad de población era de 22,27 hab./km². De los 1.382 habitantes, Mason estaba compuesto por el 98.34% blancos, el 0.07% eran afroamericanos, el 0% eran amerindios, el 0.65% eran asiáticos, el 0% eran isleños del Pacífico, el 0.22% eran de otras razas y el 0.72% pertenecían a dos o más razas. Del total de la población el 1.09% eran hispanos o latinos de cualquier raza.